# アレンドルフ (エーダー)
アレンドルフ (エーダー) (ドイツ語: Allendorf (Eder), ドイツ語発音: [ˈaləndɔrf]) は、ドイツ連邦共和国ヘッセン州西部のヴァルデック＝フランケンベルク郡に属す町村（以下、本項では便宜上「町」と記述する）である。

## 地理
アレンドルフは、フランケンベルクとバッテンドルフとの間のエーダー川の谷に位置する。ブルクヴァルトの西、エーダー山地のブライテ・シュトルートの東にあたる。

### 人口統計学
アレンドルフ (エーダー) の人口は 7,649 人で、49.44 % が男性、50.56 % が女性である。外国人比率は 10.5 % で、その 62 % がトルコ系住民である。
アレンドルフは、ヴァルデック＝フランケンベルク郡内の全市町村中、最も平均年齢が若く、外国人比率が高い自治体である。さらにアレンドルフにはドイツ連邦外で生まれドイツ国籍を持つ人の数も郡内で最も多い。
町内には 64 のサークルや協会がある。3園の幼稚園（アレンドルフ、バッテンフェルト、レンナーテハウゼン）が、教会の運営化で園児の面倒を見ている。これらの幼稚園は町の経済的支援を受けている。アレンドルフ町内には、9つのプロテスタント教会と1つのモスクがある。

### 隣接する市町村
アレンドルフは、北はブロムスキルヒェン、東はフランケンベルク (エーダー)、南東はブルクヴァルト、南と西はバッテンベルク（以上、いずれもヴァルデック＝フランケンベルク郡）

### 自治体の構成
この町は、中核地区の他、以下の地区からなる。かっこ内は文献上の初出の年である。
- バッテンフェルト（778年）
- レンナーテハウゼン（1274年）
- ハイネ（850年）
- オスターフェルト（1774年）

## 歴史
アレンドルフは、1107年にクニムント伯からヘルスフェルト帝国修道院への寄進状に初めて記録されている。1567年にこの町は、アムト・バッテンベルク（アムトは古い行政区分）とともにマールブルク侯に属し、1623年にヘッセン＝ダルムシュタット方伯領となった。1866年にプロイセンのバッテンベルク郡に属し、1932年にフランケンベルク郡、1974年にヴァルデック＝フランケンベルク郡と変遷した。1971年のヘッセン州の地域再編に伴って、バッテンフェルト、レンナーテハウゼン、ハイネ、オスターフェルト地区を含む自治体アレンドルフ (エーダー)が成立した。

## 行政

### 議会
アレンドルフの町議会は、31議席からなる。

### 首長
クラウス・ユンゲン（無所属）は、1999年からこの町の町長を務めている。

### 姉妹自治体
- ボンヌヴァル (ウール＝エ＝ロワール県)（フランス、ウール＝エ＝ロワール県）

## 文化と見所

### 見所
- バッテンフェルトの教会。ロマネスク様式の十字型のバシリカ教会で12 - 13世紀に建設された。本堂の2つの張間と交差ヴォールトを有する中央方形部および内陣のドーム型ヴォールトが遺されている。
- アレンドルフの旧教会。どっしりとした内陣塔を有する後期ゴシック時代の建築。屋根は緩い勾配の寄せ棟造りで、長辺側に2つの出窓があるという、興味深いシルエットの建物である。1496年の建造。
- レンナーテハウゼンの教会。1609年建造の木組み建築で、屋根裏倉庫や興味深い説教壇を有している。
- ハイネの教会。1676年建造の木組み建築の教会で、価値の高い調度品を有している。
- 旧シュタインバックハウス。レンナーテハウゼン地区ヴィーゼンホーフ9番地。
- 各地区の郷土資料室。
- フィースマン・ヴェルク社の暖炉博物館。
- シュテーデフェルゼン。レンナーテハウゼンのエーダー堰から 200 m 下流側にある。地質学的価値の高い苦灰統の岩である。
- 町内を南北に走るヘッセン＝ダルムシュタット方伯領とヘッセン＝カッセル方伯領との歴史的境界線。数多くの境界石（最も古いものは1650年）が遺されており、保護されている。
- 各地区に遺る数多くの素晴らしい木組み建築。
- アレンドルフ飛行場

## 経済と社会資本

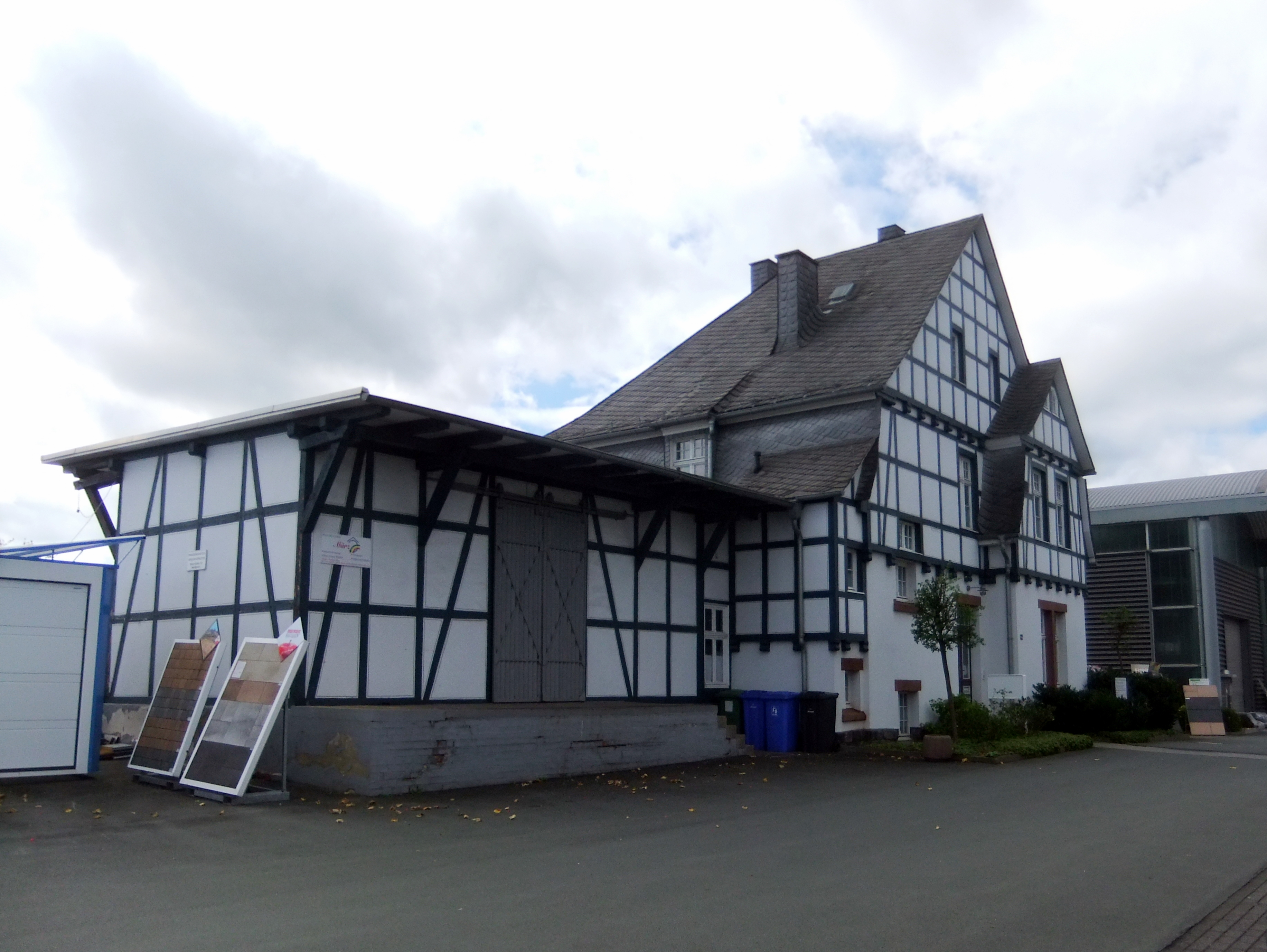
アレンドルフ (エーダー)駅

### 交通
アレンドルフは、連邦道 B236号線と B253号線の交差点に位置している。ルール＝エーダー鉄道とオベーレ・エーダータール鉄道の分岐駅のアレンドルフ (エーダー)駅は、旅客営業を停止しており、貨物輸送だけに利用されている。この他、アレンドルフには小さな飛行場がある。

## 引用
1. ↑  Hessisches Statistisches Landesamt: Bevölkerung in Hessen am 31.12.2023 (Landkreise, kreisfreie Städte und Gemeinden, Einwohnerzahlen auf Grundlage des Zensus 2011)]
2. ↑  Max Mangold, ed (2005). Duden, Aussprachewörterbuch (6 ed.). Dudenverl. p. 147. ISBN 978-3-411-04066-7
3. ↑  2011年3月27日の町議会議員選挙結果 (hsl.de)